# Coenosia similis
Coenosia similis är en tvåvingeart som beskrevs av Stein 1914. Coenosia similis ingår i släktet Coenosia och familjen husflugor. Inga underarter finns listade i Catalogue of Life.